# 桂州窑窑址
桂州窑窑址位于中国广西壮族自治区桂林市雁山区柘木镇窑头村、漓江西岸，分布于该村东北2平方千米的范围内，原有窑基10多座，现存5座。
1988年曾对两座窑炉的基址（含三座瓷窑）进行抢救性发掘。窑址均为斜坡式，顺坡而建，呈长条形，其中2号窑结构清晰，可见火膛、火道、分室、烟道、烟囱等部分，属于早起阶梯窑。1号窑中发掘出1680件器物，主要为窑具、日用器具和建筑构件；2号窑中发掘出1467件器物，主要为日用器具；3号窑叠在2号窑下，出土1624件器物，主要有民间日用陶瓷器具、寺院器具和陶瓷建筑构件，并以后两种为主。1号窑主要采用匣钵装烧和垫托装烧技术；2、3号窑为露坯叠烧或单烧。1号窑器物较为朴实，多为素面，一些器物上有莲花、莲瓣纹路。1号窑中发现武士像4件，3号窑中发现佛像18件，罗汉像48件。1号窑中的器物与湖南湘阴窑及广西各地南朝至唐代墓葬中出土的器物相似。2号窑器物多有唐代、五代遗风，与桂林北宋墓葬中的随葬品风格一致，款皆为北宋年号，最晚的是“熙宁四年”（1701年），烧制时间在北宋早、中期。3号窑中发现的佛像与桂林唐代中晚期风格相似，其中的建筑部件与桂林唐代的西林寺遗址文物印证，可知其年代应在唐朝中晚期。1998年列为第六批桂林市级文物保护单位。